# Beyoncé (album của Beyoncé)
Beyoncé là album phòng thu thứ năm của ca sĩ người Mỹ Beyoncé, phát hành ngày 13 tháng 12 năm 2013 bởi Parkwood Entertainment và Columbia Records. Được mô tả như một album thị giác, đĩa nhạc được ra mắt bất ngờ vào nửa đêm mà không hề có thông báo hoặc quảng bá trước đó. Album được thu âm lần đầu tại Thành phố New York, nơi Beyoncé mời những nhà sản xuất và nhạc sĩ "giỏi nhất thế giới" đến sống cùng cô trong một dinh thự suốt một tháng. Kế hoạch sau đó thay đổi khi cô muốn tạo nên những thước phim ngắn song song với những bài hát và tiếp tục quá trình thu âm với Boots. Sự hợp tác giữa họ mang đến nhiều thể nghiệm về mặt âm thanh hơn, kết hợp R&B đương đại với nhạc điện tử và soul. Trong suốt thời gian thực hiện, những bài hát và video của Beyoncé được sáng tác trong bí mật nghiêm ngặt vì nữ ca sĩ muốn phát hành bất ngờ. Album có sự tham gia góp giọng của Jay-Z, Drake, Frank Ocean, Chimamanda Ngozi Adichie và con gái của Beyoncé là Blue Ivy Carter.
Với mong muốn khẳng định sự tự do nghệ thuật của bản thân, Beyoncé khai thác những chủ đề cá nhân và đen tối trong album, bao gồm chủ nghĩa nữ quyền về tình dục, chế độ một vợ một chồng, tiêu chuẩn về cái đẹp và mâu thuẫn trong mối quan hệ. Beyoncé nhận được sự hoan nghênh rộng rãi từ các nhà phê bình âm nhạc, những người ca ngợi chủ đề và âm nhạc táo bạo, cũng như đề cao khía cạnh hình ảnh và việc phát hành bất ngờ của album. Mặc dù không được thông báo trước, đĩa nhạc bán được hơn 828,773 bản trên toàn cầu trong ba ngày đầu tiên, trở thành album bán chạy nhất trong lịch sử iTunes Store vào thời điểm đó, đồng thời đứng đầu các bảng xếp hạng ở Úc, Canada, Hà Lan và Ba Lan, cũng như vươn đến top 10 ở hầu hết những thị trường còn lại. Beyoncé ra mắt ở vị trí số một trên bảng xếp hạng Billboard 200 tại Hoa Kỳ với 617,000 bản được tiêu thụ, trở thành album quán quân thứ năm liên tiếp của Beyoncé tại đây và là album của nghệ sĩ nữ có doanh số mở màn cao nhất năm 2013.
Năm đĩa đơn đã được phát hành từ Beyoncé, trong đó thành công nhất là đĩa đơn thứ hai "Drunk in Love", đạt vị trí thứ hai trên bảng xếp hạng Billboard Hot 100. Album được quảng bá bằng hai chuyến lưu diễn: Chặng năm 2014 của The Mrs. Carter Show World Tour và On the Run Tour với Jay-Z. Beyoncé và chiến dịch phát hành bất ngờ của album được giới chuyên môn ghi nhận trong việc phát minh ra định nghĩa hiện đại về album thị giác, phổ biến khái niệm ra mắt album bất ngờ và thúc đẩy Liên đoàn Công nghiệp ghi âm Quốc tế (IFPI) thay đổi ngày phát hành đĩa nhạc trên toàn cầu từ thứ Ba sang thứ Sáu. Album cũng nhận được năm đề cử giải Grammy tại lễ trao giải thường niên lần thứ 57, bao gồm Album của năm, và chiến thắng ba giải. Beyoncé còn được liệt kê ở vị trí thứ 81 trong danh sách 500 Album vĩ đại nhất mọi thời đại của Rolling Stone. Album được tái bản vào cuối năm 2014 với tên gọi Platinum Edition, bao gồm hai bài hát mới "7/11" và "Ring Off", cũng như sáu bản phối lại.

## Danh sách bài hát

### Phiên bản tiêu chuẩn
| Audio            | Audio                                             | Audio                                                                                              | Audio                                                                    | Audio      |
| STT              | Nhan đề                                           | Sáng tác                                                                                           | Sản xuất                                                                 | Thời lượng |
| ---------------- | ------------------------------------------------- | -------------------------------------------------------------------------------------------------- | ------------------------------------------------------------------------ | ---------- |
| 1.               | "Pretty Hurts"                                    | Joshua Coleman Sia Furler Beyoncé Knowles                                                          | Ammo Knowles                                                             | 4:17       |
| 2.               | "Haunted" (bao gồm bản nhạc ẩn "Ghost")           | Boots Knowles                                                                                      | Boots Knowles                                                            | 6:09       |
| 3.               | "Drunk in Love" (hợp tác với Jay-Z)               | Noel Fisher Knowles Shawn Carter Andre Proctor Rasool Díaz Brian Soko Timothy Mosley Jerome Harmon | Detail The Order Knowles Timbaland [b] Harmon [b] Boots [b]              | 5:23       |
| 4.               | "Blow"                                            | Pharrell Williams Knowles James Fauntleroy Mosley Harmon Justin Timberlake Terius Nash             | Williams Knowles Timbaland [a] Harmon [a]                                | 5:09       |
| 5.               | "No Angel"                                        | Caroline Polachek Knowles Fauntleroy                                                               | Polachek Knowles Patrick Wimberly [a] Fauntleroy [a] Boots [b]           | 3:48       |
| 6.               | "Partition" (bao gồm bản nhạc ẩn "Yoncé")         | Nash Knowles Timberlake Mosley Harmon Dwane Weir Mike Dean                                         | Timbaland Harmon Timberlake Knowles Key Wane Dean [b] Boots [b]          | 5:19       |
| 7.               | "Jealous"                                         | Lyrica Anderson Fisher Knowles Proctor Díaz Soko Boots                                             | Detail The Order Knowles Boots [b] Hit-Boy [b] HazeBanga [b] Proctor [b] | 3:04       |
| 8.               | "Rocket"                                          | Miguel Pimentel Knowles Timberlake Mosley Harmon Fauntleroy                                        | Timbaland Knowles Harmon [a]                                             | 6:31       |
| 9.               | "Mine" (hợp tác với Drake)                        | Noah Shebib Aubrey Graham Knowles Jordan Ullman Sidney Brown Weir                                  | Shebib Majid Jordan [b] Brown [b]                                        | 6:18       |
| 10.              | "XO"                                              | Nash Ryan Tedder Knowles                                                                           | The-Dream Tedder Knowles Hit-Boy [b] HazeBanga [b]                       | 3:35       |
| 11.              | "Flawless" (hợp tác với Chimamanda Ngozi Adichie) | Nash Knowles Chauncey Hollis Raymond Martin Rashad Muhammad                                        | Hit-Boy Knowles Rey Reel Music [a] HazeBanga [a] Boots [b]               | 4:10       |
| 12.              | "Superpower" (hợp tác với Frank Ocean)            | Williams Frank Ocean Knowles                                                                       | Williams Boots [b]                                                       | 4:36       |
| 13.              | "Heaven"                                          | Boots Knowles                                                                                      | Boots Knowles                                                            | 3:50       |
| 14.              | "Blue" (hợp tác với Blue Ivy)                     | Boots Knowles                                                                                      | Boots Knowles                                                            | 4:26       |
| Tổng thời lượng: | Tổng thời lượng:                                  | Tổng thời lượng:                                                                                   | Tổng thời lượng:                                                         | 66:35      |

| Visual           | Visual                                            | Visual                                   | Visual     |
| STT              | Nhan đề                                           | Đạo diễn                                 | Thời lượng |
| ---------------- | ------------------------------------------------- | ---------------------------------------- | ---------- |
| 1.               | "Pretty Hurts"                                    | Melina Matsoukas                         | 7:04       |
| 2.               | "Ghost"                                           | Pierre Debusschere                       | 2:31       |
| 3.               | "Haunted"                                         | Jonas Åkerlund                           | 5:21       |
| 4.               | "Drunk in Love" (hợp tác với Jay-Z)               | Hype Williams                            | 6:21       |
| 5.               | "Blow"                                            | Williams                                 | 5:25       |
| 6.               | "No Angel"                                        | @lilinternet                             | 3:53       |
| 7.               | "Yoncé"                                           | Ricky Saiz                               | 2:02       |
| 8.               | "Partition"                                       | Jake Nava                                | 3:49       |
| 9.               | "Jealous"                                         | Beyoncé Francesco Carrozzini Todd Tourso | 3:26       |
| 10.              | "Rocket"                                          | Beyoncé Ed Burke Bill Kirstein           | 4:30       |
| 11.              | "Mine" (hợp tác với Drake)                        | Debusschere                              | 4:59       |
| 12.              | "XO"                                              | Terry Richardson                         | 3:35       |
| 13.              | "Flawless" (hợp tác với Chimamanda Ngozi Adichie) | Nava                                     | 4:12       |
| 14.              | "Superpower" (hợp tác với Frank Ocean)            | Åkerlund                                 | 5:24       |
| 15.              | "Heaven"                                          | Beyoncé Tourso                           | 3:55       |
| 16.              | "Blue" (hợp tác với Blue Ivy)                     | Beyoncé Burke Kirstein                   | 4:35       |
| 17.              | "Credits"                                         |                                          | 2:34       |
| 18.              | "Grown Woman" (video kèm theo)                    | Nava                                     | 4:24       |
| Tổng thời lượng: | Tổng thời lượng:                                  | Tổng thời lượng:                         | 78:00      |

### Platinum Edition
| More             | More                                                      | More | More | More       |
| STT              | Nhan đề                                                   | Sáng tác | Sản xuất | Thời lượng |
| ---------------- | --------------------------------------------------------- | --- | --- | ---------- |
| 1.               | "7/11"                                                    | Bobby Johnson Fisher Knowles Sidney Swift                                                                                       | Knowles Johnson Detail [a] Sidney Swift [a] Derek Dixie [b]                                                      | 3:33       |
| 2.               | "Flawless (Remix)" (hợp tác với Nicki Minaj)              | Nash Knowles Hollis Rey Reel Music Muhammad Onika Maraj                                                                         | Knowes Hit-Boy Rey Reel Music HazeBanga The-Dream Dixie [c] Boots [b]                                            | 3:54       |
| 3.               | "Drunk in Love (Remix)" (hợp tác với Jay-Z và Kanye West) | Fisher Knowles Carter Proctor Díaz Soko Mosley Harmon Kanye West Cydel Young Malik Yusef J. Sakiya Sandifer Dean Noah Goldstein | Detail The Order Knowles West [c] Dean [c] Timbaland [b] Harmon [b] Boots [b] Noah Goldstein [b]                 | 6:35       |
| 4.               | "Ring Off"                                                | Michael Caren Knowles William Lobban-Bean Geoff Early Charles Hinshaw Adam Amezaga Dixie Stephen Bishop Hit-Boy Dean            | Caren Knowles Cook Classics [a] HS87 (Hit-Boy HazeBanga Preach Bal4) [b] Dean [b] Ariel Rechtshaid [b] Dixie [b] | 3:00       |
| 5.               | "Blow (Remix)" (hợp tác với Pharrell Williams)            | P. Williams Knowles Fauntleroy Mosley Harmon Timberlake Nash                                                                    | Williams Knowles Timbaland [a] Harmon [a]                                                                        | 5:09       |
| 6.               | "Standing on the Sun (Remix)" (hợp tác với Mr. Vegas)     | Greg Kurstin Furler Knowes Fisher Proctor Díaz Soko                                                                             | Kurstin Knowles [b] P. Williams [b]                                                                              | 4:33       |
| Tổng thời lượng: | Tổng thời lượng:                                          | Tổng thời lượng: | Tổng thời lượng:                                                                                                 | 26:44      |

| Live             | Live                                | Live       |
| STT              | Nhan đề                             | Thời lượng |
| ---------------- | ----------------------------------- | ---------- |
| 1.               | "Run the World (Girls)"             | 4:01       |
| 2.               | "Flawless"                          | 4:11       |
| 3.               | "Get Me Bodied"                     | 4:51       |
| 4.               | "Blow"                              | 3:59       |
| 5.               | "Haunted"                           | 4:47       |
| 6.               | "Drunk in Love" (hợp tác với Jay-Z) | 4:07       |
| 7.               | "1+1"                               | 4:47       |
| 8.               | "Partition"                         | 4:23       |
| 9.               | "Heaven"                            | 4:39       |
| 10.              | "XO"                                | 3:54       |
| Tổng thời lượng: | Tổng thời lượng:                    | 43:39      |

Ghi chú
- ^[a]  nghĩa là đồng sản xuất
- ^[b]  nghĩa là sản xuất bổ sung
- Audio và More bao gồm những bản nhạc, trong khi Visual và Live bao gồm những video.
- Tất cả các bài hát được sản xuất giọng hát bởi Beyoncé Knowles
- "Haunted" gồm hai phần – "Ghost" và "Haunted"; được giới thiệu dưới dạng bài hát trong Audio và hai video riêng biệt trong Visual.
- "Blow" gồm hai phần – "Blow" và "Cherry"; được giới thiệu dưới dạng bài hát trong Audio và một video trong Visual với hai phần riêng biệt.
- "No Angel" được viết cách điệu thành "Angel" ở mặt sau của những phiên bản vật lý.
- "Partition" gồm hai phần – "Yoncé" và "Partition"; được giới thiệu dưới dạng bài hát trong Audio và hai video riêng biệt trong Visual.
- "Flawless" được viết cách điệu thành "***Flawless"
- "Flawless" gồm hai phần – "Bow Down" và "Flawless". "Bow Down" ban đầu là một phần của bài hát đã thu âm trước đó có tên "Bow Down/I Been On".
- "Grown Woman" được giới thiệu sau phần cuối trong DVD, trong khi được giới thiệu trước phần cuối ở định dạng nhạc số.
- "Grown Woman" được sáng tác bởi Mosley, Kelly Sheehan, Knowles, Nash, Chris Godbey, Harmon, Darryl Pearson và Garland Mosley. Bài hát được sản xuất bởi Timbaland, với sự đồng sản xuất của Harmon.

Chú thích nhạc mẫu
- "Partition" có chứa đoạn thoại thuyết minh tiếng Pháp từ bộ phim năm 1998 The Big Lebowski, thể hiện bởi Hajiba Fahmy.
- "Flawless" có chứa một đoạn của bài phát biểu "We should all be feminists", được viết và trình bày bởi Chimamanda Ngozi Adichie.
- "Heaven" có chứa một đoạn của "The Lord's Prayer" bằng tiếng Tây Ban Nha, thể hiện bởi Melissa Vargas.
- "Flawless (Remix)" chứa đoạn nhạc mẫu "SpottieOttieDopaliscious" thể hiện bởi OutKast.
- "Drunk in Love (Remix)" chứa đoạn nhạc mẫu "Flashing Lights", thể hiện bởi Connie Mitchell.
- "Ring Off" chứa một đoạn bài phát biểu của Tina Knowles tại Bữa trưa lãnh đạo của Quỹ trao quyền cho phụ nữ Texas năm 2014.

## Xếp hạng
| Bảng xếp hạng (2013–2016)                 | Vị trí cao nhất |
| ----------------------------------------- | --------------- |
| Album Úc (ARIA)                           | 1               |
| Album Úc Urban (ARIA)                     | 1               |
| Album Áo (Ö3 Austria)                     | 12              |
| Album Bỉ (Ultratop Vlaanderen)            | 4               |
| Album Bỉ (Ultratop Wallonie)              | 9               |
| Album Brazil (Billboard)                  | 3               |
| Album Canada (Billboard)                  | 1               |
| Album Trung Quốc (Sino)                   | 7               |
| Album Croatia (HDU)                       | 1               |
| Album Cộng hòa Séc (ČNS IFPI)             | 5               |
| Album Đan Mạch (Hitlisten)                | 2               |
| Album Hà Lan (Album Top 100)              | 1               |
| Album Phần Lan (Suomen virallinen lista)  | 5               |
| Album Pháp (SNEP)                         | 13              |
| German Albums (Offizielle Top 100)        | 11              |
| Album Hy Lạp (IFPI)                       | 12              |
| Album Hungaria (MAHASZ)                   | 26              |
| Album Ireland (IRMA)                      | 2               |
| Album Ý (FIMI)                            | 14              |
| Album Nhật Bản (Oricon)                   | 11              |
| Album New Zealand (RMNZ)                  | 2               |
| Album Na Uy (VG-lista)                    | 2               |
| Album Ba Lan (ZPAV)                       | 1               |
| Album Bồ Đào Nha (AFP)                    | 3               |
| Album Scotland (OCC)                      | 2               |
| Album Slovenia (Slo Top 30)               | 5               |
| Album Nam Phi (RiSA)                      | 3               |
| Album Hàn Quốc (Circle)                   | 9               |
| Album Tây Ban Nha (PROMUSICAE)            | 8               |
| Album Thụy Điển (Sverigetopplistan)       | 16              |
| Album Thụy Sĩ (Schweizer Hitparade)       | 4               |
| Album Anh Quốc (OCC)                      | 2               |
| Album Anh Quốc R&B (OCC)                  | 1               |
| Hoa Kỳ Billboard 200                      | 1               |
| Hoa Kỳ Top R&B/Hip-Hop Albums (Billboard) | 1               |

| Bảng xếp hạng (2014)                     | Vị trí cao nhất |
| ---------------------------------------- | --------------- |
| Album Bỉ (Ultratop Vlaanderen)           | 69              |
| Album Bỉ (Ultratop Wallonie)             | 123             |
| Album New Zealand (RMNZ)                 | 24              |
| Album Scotland (OCC)                     | 38              |
| Album Anh Quốc (OCC)                     | 41              |
| Album Anh Quốc R&B (OCC)                 | 5               |
| Album Hoa Kỳ Billboard 200               | 8               |
| Album Hoa Kỳ Top R&B/Hip-Hop (Billboard) | 3               |

| Bảng xếp hạng (2013)                      | Vị trí |
| ----------------------------------------- | ------ |
| Album Úc (ARIA)                           | 23     |
| Album Úc Urban (ARIA)                     | 3      |
| Album Bỉ (Ultratop Flanders)              | 180    |
| Album Brazil (ABPD)                       | 7      |
| Album Đan Mạch (Hitlisten)                | 38     |
| Album Hà Lan (Album Top 100)              | 39     |
| Album Pháp (SNEP)                         | 119    |
| Album New Zealand (RMNZ)                  | 28     |
| Album Hàn Quốc Quốc tế (Gaon)             | 29     |
| Album Anh Quốc (OCC)                      | 41     |
| Toàn cầu (IFPI)                           | 10     |
| Bảng xếp hạng (2014)                      | Vị trí |
| Album Úc (ARIA)                           | 27     |
| Album Úc Urban (ARIA)                     | 3      |
| Album Bỉ (Ultratop Flanders)              | 17     |
| Album Bỉ (Ultratop Wallonia)              | 41     |
| Album Brazil (ABPD)                       | 11     |
| Album Canada (Billboard)                  | 7      |
| Album Đan Mạch (Hitlisten)                | 78     |
| Album Hà Lan (Album Top 100)              | 15     |
| Album Pháp (SNEP)                         | 93     |
| Album Ý (FIMI)                            | 93     |
| Album New Zealand (RMNZ)                  | 12     |
| Album Ba Lan (ZPAV)                       | 49     |
| Album Thụy Sĩ (Schweizer Hitparade)       | 29     |
| Album Anh Quốc (OCC)                      | 24     |
| Hoa Kỳ Billboard 200                      | 2      |
| Hoa Kỳ Top R&B/Hip-Hop Albums (Billboard) | 1      |
| Toàn cầu (IFPI)                           | 20     |
| Bảng xếp hạng (2015)                      | Vị trí |
| Album Úc Urban (ARIA)                     | 15     |
| Album Bỉ (Ultratop Flanders)              | 184    |
| Album Đan Mạch (Hitlisten)                | 64     |
| Album Thụy Điển (Sverigetopplistan)       | 51     |
| Hoa Kỳ Billboard 200                      | 57     |
| Hoa Kỳ Top R&B/Hip-Hop Albums (Billboard) | 24     |
| Bảng xếp hạng (2016)                      | Vị trí |
| Album Úc Urban (ARIA)                     | 36     |
| Album Đan Mạch (Hitlisten)                | 93     |
| Album Hà Lan (Album Top 100)              | 73     |
| Album Ba Lan (ZPAV)                       | 69     |
| Album Thụy Điển (Sverigetopplistan)       | 83     |
| Hoa Kỳ Billboard 200                      | 97     |
| Bảng xếp hạng (2017)                      | Vị trí |
| Album Úc Urban (ARIA)                     | 51     |
| Hoa Kỳ Billboard 200                      | 197    |
| Hoa Kỳ R&B Albums (Billboard)             | 21     |
| Bảng xếp hạng (2018)                      | Vị trí |
| Album Úc Urban (ARIA)                     | 60     |
| Bảng xếp hạng (2019)                      | Vị trí |
| Album Úc Urban (ARIA)                     | 73     |

| Bảng xếp hạng (2015)                      | Vị trí |
| ----------------------------------------- | ------ |
| Hoa Kỳ Top R&B/Hip-Hop Albums (Billboard) | 65     |

| Bảng xếp hạng (2010–2019)    | Vị trí |
| ---------------------------- | ------ |
| Album Hà Lan (Album Top 100) | 73     |
| Hoa Kỳ Billboard 200         | 65     |

| Bảng xếp hạng             | Vị trí |
| ------------------------- | ------ |
| Hoa Kỳ Billboard 200 (Nữ) | 97     |

## Chứng nhận
| Quốc gia                                                                                              | Chứng nhận  | Số đơn vị/doanh số chứng nhận |
| --- | ----------- | ----------------------------- |
| Úc (ARIA)                                                                                             | 2× Bạch kim | 140.000‡                      |
| Brasil (Pro-Música Brasil)                                                                            | Kim cương   | 160.000‡                      |
| Canada (Music Canada)                                                                                 | 3× Bạch kim | 240.000‡                      |
| Đan Mạch (IFPI Đan Mạch)                                                                              | Bạch kim    | 20.000‡                       |
| Pháp (SNEP)                                                                                           | Vàng        | 95,000                        |
| Đức (BVMI)                                                                                            | Vàng        | 150.000‡                      |
| Ireland (IRMA)                                                                                        | Vàng        | 7.500^                        |
| Ý (FIMI)                                                                                              | Vàng        | 25.000‡                       |
| México (AMPROFON)                                                                                     | Vàng        | 30.000‡                       |
| Hà Lan (NVPI)                                                                                         | Bạch kim    | 50.000^                       |
| New Zealand (RMNZ)                                                                                    | Bạch kim    | 15.000^                       |
| Ba Lan (ZPAV)                                                                                         | 3× Bạch kim | 60.000‡                       |
| Nam Phi (RISA)                                                                                        | 2× Bạch kim | 80.000*                       |
| Tây Ban Nha (PROMUSICAE)                                                                              | Vàng        | 20.000‡                       |
| Thụy Điển (GLF)                                                                                       | 2× Bạch kim | 80.000‡                       |
| Thụy Sĩ (IFPI)                                                                                        | Vàng        | 10.000^                       |
| Anh Quốc (BPI)                                                                                        | 2× Bạch kim | 600.000‡                      |
| Hoa Kỳ (RIAA)                                                                                         | 5× Bạch kim | 5.000.000‡                    |
| Tổng hợp                                                                                              |             |                               |
| Toàn cầu                                                                                              | —           | 8,000,000                     |
| ^ Chứng nhận dựa theo doanh số nhập hàng. ‡ Chứng nhận dựa theo doanh số tiêu thụ và phát trực tuyến. |             |                               |

## Lịch sử phát hành
| Khu vực | Ngày                 | Phiên bản  | Định dạng                          | Hãng đĩa               | Ct.                     |
| ------- | -------------------- | ---------- | ---------------------------------- | ---------------------- | ----------------------- |
| Nhiều   | 13 tháng 12 năm 2013 | Tiêu chuẩn | Tải nhạc số                        | Parkwood Columbia Sony | [ 115 ] [ 116 ]         |
| Nhiều   | 20 tháng 12 năm 2013 | Tiêu chuẩn | CD+DVD                             | Parkwood Columbia Sony | [ 117 ] [ 118 ] [ 119 ] |
| Hoa Kỳ  | 18 tháng 3 năm 2014  | Tiêu chuẩn | CD+Blu-ray                         | Parkwood Columbia      | [ 120 ]                 |
| Hoa Kỳ  | 15 tháng 7 năm 2014  | Tiêu chuẩn | LP+DVD                             | Parkwood Columbia      | [ 121 ]                 |
| Nhiều   | 24 tháng 11 năm 2014 | Chỉ Audio  | CD                                 | Parkwood Columbia Sony | [ 122 ] [ 123 ] [ 124 ] |
| Nhiều   | 24 tháng 11 năm 2014 | Platinum   | Tải nhạc số phát trực tuyến CD+DVD | Parkwood Columbia Sony | [ 125 ]                 |
| Nhiều   | 24 tháng 11 năm 2014 | Chỉ More   | Tải nhạc số                        | Parkwood Columbia Sony | [ 126 ]                 |